# Alan Aronggear
Alan Arthur Aronggear hay Alan Aronggear (sinh ngày 10 tháng 5 năm 1990 ở Merauke, Merauke Regency, Papua) là một cầu thủ bóng đá người Indonesia. Hiện tại anh thi đấu cho Perseru Serui tại Indonesia Super League.